# ノルディックトーナメント
 ノルディック・トーナメント(Nordic Tournament)とはFISスキージャンプ・ワールドカップの一部として毎年開催されていたシリーズである。
伝統があり権威も高いドイツ-オーストリアスキージャンプ週間にならって1997年から始められた。下表に示すとおり、ジャンプ週間とは異なり会場が固定されているわけではなかったが近年はラハティ・クオピオ・リレハンメル・オスロで固定されている。
2009年はオスロのホルメンコーレンジャンプ競技場が改築工事のためヴィケルスンのフライングヒルで代替されることが決まっている。本シリーズでフライングが行われるのは初めてである。
本シリーズは北欧で古くから行われていたスキー大会に由来している。ノルウェー・ホルメンコーレンスキー大会（ジャンプは1933年から）、フィンランド・ラハティ国際スキー大会（ジャンプは1923年から）、スウェーデン・ファルン国際スキー大会（ジャンプは1947年から）など。
2011年にオスロでノルディックスキー世界選手権が行われる際に休止となり、復活しないまま2017年からRaw Airとしてノルウェーのみで行われるトーナメントに衣替えすることになった。

## 会場
| 画像 | 場所                     | ジャンプ台                     | K点   | ヒルサイズ     | 開催年                           |
| ---- | ------------------------ | ------------------------------ | ----- | -------------- | -------------------------------- |
|      | オスロ, ノルウェー       | ホルメンコーレンジャンプ競技場 | K-115 | HS 128         | 1997~2008                        |
|      | ラハティ, フィンランド   | Salpausselka                   | K-116 | HS 130         | 1997~1998, 2000, 2002~2007,2009~ |
| K-90 | ラハティ, フィンランド   | Salpausselka                   | HS 97 | 1999~2000,2009 |                                  |
|      | クオピオ, フィンランド   | Puijo                          | K-120 | HS 127         | 1997, 2004~                      |
|      | リレハンメル, ノルウェー | Lysgårdsbakken                 | K-123 | HS 138         | 2004~2006,2008~                  |
|      | トロンハイム, ノルウェー | Granåsen                       | K-120 | HS 131         | 1998~2002                        |
|      | ファールン, スウェーデン | Lugnet-Schanze                 | K-115 | HS 124         | 1997~1999, 2001~2002             |
|      | ヴィケルスン, ノルウェー | ヴィケルスンジャンプ競技場     | K-185 | HS 207         | 2009                             |

## 歴代優勝者
| 年     | 会場                                  | 優勝者                                          | 2位                                             | 3位                                         |
| ------ | ------------------------------------- | ----------------------------------------------- | ----------------------------------------------- | ------------------------------------------- |
| 1997年 | Lahti, Kuopio, Falun, Oslo            | 船木和喜 日本                                   | クリスチャン・ブレンデン · ノルウェー           | アンドレアス・ビドヘルツル · オーストリア   |
| 1998年 | Lahti, Falun, Trondheim, Oslo         | アンドレアス・ビドヘルツル · オーストリア       | スヴェン・ハンナバルト ドイツ                   | 斎藤浩哉 日本                               |
| 1999年 | Lahti, Trondheim, Falun, Oslo         | 葛西紀明 日本                                   | 船木和喜 日本                                   | スヴェン・ハンナバルト ドイツ               |
| 2000年 | Lahti, Lahti, Trondheim, Oslo         | スヴェン・ハンナバルト ドイツ                   | ヤンネ・アホネン · フィンランド                 | ヴィレ・カンテ · フィンランド               |
| 2001年 | Falun, Trondheim, Oslo                | アダム・マリシュ ポーランド                     | マルティン・シュミット ドイツ                   | アンドレアス・ゴルトベルガー · オーストリア |
| 2002年 | Lahti, Falun, Trondheim, Oslo         | マッチ・ハウタマキ · フィンランド               | アダム・マリシュ ポーランド                     | マルティン・シュミット ドイツ               |
| 2003年 | Oslo, Lahti                           | アダム・マリシュ ポーランド                     | マッチ・ハウタマキ · フィンランド               | タミ・キウル · フィンランド                 |
| 2004年 | Lahti, Kuopio, Lillehammer, Oslo      | ロアル・ヨケルソイ · ノルウェー                 | ビヨーン・アイナール・ローモーレン · ノルウェー | シモン・アマン スイス                       |
| 2005年 | Lahti, Kuopio, Lillehammer, Oslo      | マッチ・ハウタマキ · フィンランド               | ロアル・ヨケルソイ · ノルウェー                 | ミヒャエル・ウアマン ドイツ                 |
| 2006年 | Lahti, Kuopio, Lillehammer, Oslo      | トーマス・モルゲンシュテルン · オーストリア     | アンドレアス・キュッテル スイス                 | ヤンネ・ハッポネン · フィンランド           |
| 2007年 | Lahti, Kuopio, (Lillehammer)1, Oslo   | アダム・マリシュ ポーランド                     | アンドレアス・コフラー · オーストリア           | シモン・アマン スイス                       |
| 2008年 | (Lahti)2, Kuopio, Lillehammer, Oslo   | グレゴア・シュリーレンツァウアー · オーストリア | トム・ヒルデ · ノルウェー                       | ヤンネ・ハッポネン · フィンランド           |
| 2009年 | Lahti, Kuopio, Lillehammer, Vikersund | グレゴア・シュリーレンツァウアー · オーストリア | ハッリ・オッリ · フィンランド                   | シモン・アマン スイス                       |
| 2010年 | Lahti, Kuopio, Lillehammer, Oslo      | シモン・アマン スイス                           | アダム・マリシュ ポーランド                     | トーマス・モルゲンシュテルン · オーストリア |

1 リレハンメルの大会は強風のため中止、会場をオスロに移して行われた (オスロで2試合)。

2 ラハティの大会は強風のため中止、会場をクオピオに移して行われた (クオピオで2試合)。